# Тюмша
Тюмша — река в России, протекает по Звениговскому району Марий Эл. Устье реки находится в 14 км по левому берегу реки Юшута. Длина реки составляет 19 км, площадь водосборного бассейна 68,8 км².

## Течение
Исток реки находится на Вятском Увале в лесах западнее посёлка Октябрьский. Река течёт на юго-запад, в среднем течении протекает деревню Филиппсола, где на реке плотина и запруда, далее входит в ненаселённый лес. Нижняя часть течения реки проходит по национальному парку Марий Чодра. Впадает в Юшут у деревни Кожлангер.

## Данные водного реестра
По данным государственного водного реестра России относится к Верхневолжскому бассейновому округу, водохозяйственный участок реки — Волга от Чебоксарского гидроузла до города Казань, без рек Свияга и Цивиль, речной подбассейн реки — Волга от впадения Оки до Куйбышевского водохранилища (без бассейна Суры). Речной бассейн реки — (Верхняя) Волга до Куйбышевского водохранилища (без бассейна Оки).
Код объекта в государственном водном реестре — 08010400712112100001944.